# Ліберо Де Рієнцо
Ліберо Де Рієнцо (італ. Libero De Rienzo; 27 лютого 1977, Неаполь — 15 липня 2021, Рим) — італійський актор, режисер та сценарист.

## Життєпис
Народився 27 лютого 1977 року у Неаполі в родині Фйоре Де Рієнцо, актора та тележурналіста. Коли йому було два роки родина переїхала до Риму, де він і виріс. В кіно дебютував 1999 року в комедії «Вулиця янголів» Пупі Аваті. 2001 року виконав одну з ролей у фільмі «Святий Марадона» Марко Понті, за яку отримав премію Давид ді Донателло у категорії Найкращий актор другого плану, номінації у цій же категорії на премії Срібна стрічка та Золота хлопавка, а також звання найкращого актора на Міжнародному кінофестивалі у Мар-дель-Плата. 2003 року з'явився в британсько-італійському детективному телефільмі «Мій будинок в Умбрії» за участю Меггі Сміт, Кріса Купера та Джанкарло Джанніні.
2005 року виступив як режисер та сценарист кінодрами «Кров. Смерті не існує», де також виконав одну з головних ролей. Фільм було удостоєно призу Grand Chameleon на Бруклінському кінофестивалі та номінації на премію Срібна стрічка у категорії Найкращий режисерський дебют. 2009 року виконав роль журналіста Джанкарло Сіані у біографічній драмі «Фортапаш», яка принесла йому номінації на премії Давид ді Донателло та Срібна стрічка у категорії Найкращий актор. 2017 року знявся в італійсько-українському фільмі «Ізі» Андреа Маньяні. 2019 року виконав головну роль в фільмі «Цей божевільний світ», створеному Марко Боччі на основі власного дебютного роману.
Дружиною актора була сценограф Марсела Моска. У пари народилися двоє дітей (у 2015 та 2019 роках).
Ліберо Де Рієнцо помер 15 липня 2021 року в себе вдома у Римі в 44-річному віці від інфаркту, викликаного передозуванням наркотичних препаратів.

## Фільмографія
| Рік  |    | Українська назва                  | Оригінальна назва                          | Роль                          |
| ---- | -- | --------------------------------- | ------------------------------------------ | ----------------------------- |
| 1998 | ф  | Набагато легше — недостатньо      | Più leggero non basta                      | Оскар                         |
| 1999 | ф  | Вулиця янголів                    | La via degli angeli                        | Анджело                       |
| 2001 | ф  | Моїй сестрі!                      | À ma soeur!                                | Фернандо                      |
| 2001 | ф  | Святий Марадона                   | Santa Maradona                             | Бартоломео Ванцетті (Барт)    |
| 2001 | ф  | Бензин                            | Benzina                                    | торговець наркотиками         |
| 2002 | тф | Викрадений                        | Il sequestro Soffiantini                   | Карло Соффіантіні             |
| 2003 | тф | Мій будинок в Умбрії              | La mia casa in Umbria                      | доктор Інноченті              |
| 2004 | ф  | Шлях туди і назад                 | A/R: Andata+ritorno                        | Данте Кручіані                |
| 2005 | ф  | Кров. Смерті не існує             | Sangre - La morte non esiste               | Адріан                        |
| 2007 | ф  | Насірія                           | Nassiryia: Per non dimenticare             | Мауриціо Коста                |
| 2007 | ф  | Мілан—Палермо: Повернення         | Milano-Palermo: Il retirno                 | Ліберо Проєтті                |
| 2008 | ф  | Альдо Моро, президент             | Aldo Moro, Il presidente                   | Валеріо Моруччі               |
| 2009 | ф  | Фортапаш                          | Fortapàsc                                  | Джанкарло Сіані               |
| 2011 | ф  | Всі на море                       | Tutti al mare                              | Нандо                         |
| 2011 | ф  | Стережись! Крептоніт!             | La kryptonite nella borsa                  | Сальваторе                    |
| 2013 | ф  | Мила                              | Miele                                      | Рокко                         |
| 2014 | ф  | Захочу і зіскочу                  | Smetto quando voglio                       | Бартоломео Бонеллі            |
| 2015 | ф  | Я вбила Наполеона                 | Ho ucciso Napoleone                        | Б'яджо                        |
| 2015 | с  | Команда швидкого реагування       | Squadra mobile                             | Доменіко Гарланді             |
| 2016 | ф  | Підступи: Останній сюжет Пазоліні | La macchinazione                           | Антоніо                       |
| 2016 | ф  | Крістіан і Палетта проти всіх     | Cristian e Palletta contro tutti           | Крістіан                      |
| 2017 | ф  | Захочу і зіскочу: Майстерклас     | Smetto quando voglio - Masterclass         | Бартоломео Бонеллі            |
| 2017 | ф  | Ізі                               | Easy - Un viaggio facile facile            | Філо                          |
| 2017 | ф  | Захочу і зіскочу: Супергерої      | Smetto quando voglio - Ad honorem          | Бартоломео Бонеллі            |
| 2017 | ф  | Коли всі вдома                    | La casa di famiglia                        | Гіацинто                      |
| 2018 | ф  | Відчайдушне життя                 | Una vita spericolata                       | інспектор Бартоломео Ванцетті |
| 2018 | ф  | Залишимося друзями                | Restiamo amici                             | Лео                           |
| 2019 | ф  | Солодкий Рим                      | Dolceroma                                  | Лелло                         |
| 2019 | ф  | Два Папи                          | The Two Papes                              | Роберто                       |
| 2019 | ф  | Цей божевільний світ              | A Tor Bella Monaca non piove mai           | Мауро                         |
| 2020 | ф  | Почати з нуля                     | Cambio tutto                               | Оттавіо                       |
| 2020 | ф  | Справа Понтані: Вбивство чемпіона | Il caso Pantani: L’omicidio di un campione | Джамбо                        |
| 2020 | ф  | Фортуна                           | Fortuna                                    | П'єтро                        |
| 2021 | ф  | Нотатки сутенера                  | Appunti di un venditore di donne           | Мілья                         |
| 2021 | ф  | Кохання: Інструкція з розставання | Una relazione                              | Лука                          |
| 2022 | ф  | Відпусти мене                     | Takeaway                                   | Джонні                        |